# فرانك فرنانديز (مؤلف)
فرانك فرنانديز (بالإسبانية: Frank Fernández)‏ (و. 1934  م) هو مؤلف، وناشط، وهندسة ميكانيكية، وكاتب كوبي، ولد في هافانا.